# Българска асоциация по информационни технологии
Българска асоциация по информационни технологии (БАИТ) е браншова организация на фирмите в сферата на информационните и комуникационни технологии в България.
БАИТ е създадена през 1995 г. Към януари 2017 г. в нея членуват 99 фирми. Асоциацията обхваща фирми от всички сектори на информационните и комуникационните технологии – хардуер, софтуер, системна интеграция, мрежи, телекомуникации, разработчици, доставчици на Интернет услуги. В асоциацията членуват и представителствата на повечето водещи световни производители в България.
БАИТ организира ежегодно конкурс за личности, институции и организации с принос в развитието и популяризирането на ИКТ – Наградите на БАИТ.
От 2005 г. БАИТ е организатор и на БАИТ ЕКСПО – специализирано изложение по информационни и комуникационни технологии в България.